# Michela Murgia
Michela Murgia (Cabras, 3 de junio de 1972-Roma, 10 de agosto de 2023) fue una escritora, bloguera, dramaturga, crítica literaria y política italiana, autora de la novela Acabadora que obtuvo los premios Campiello, Dessì y SuperMondello. Fue candidata a la presidencia de la región de Cerdeña en 2014. Integró la nouvelle vague de la literatura sarda; se la considera una de las intelectuales más destacadas de la cultura italiana por su activismo feminista y por los de los derechos civiles de diversas comunidades, con una visión diferente para promover la igualdad de género o la lucha contra el fascismo.

## Biografía
Michela Murgia asistió al instituto técnico comercial. Después de su diploma de escuela secundaria obtuvo una licenciatura en teología. Entre las diversas experiencias laborales realizadas antes de dedicarse a la actividad de escritora, se encuentran las de profesora de religión en colegios, durante seis años, de vendedora de tiempo compartido, operadora de impuestos, gerenta administrativa en una termoeléctrica y la de portera nocturna. En su primer libro, Il mondo deve sapere (El mundo debe saber), inicialmente concebido y realizado como un blog, satirizó la realidad de los operadores de telemarketing en el call center de una importante multinacional (Kirby Company), describiendo la manipulación económica y psicológica a la que se someten estos trabajadores precarios. La obra de teatro El mundo debe saber (de David Emmer, con Teresa Saponangelo) fue basada en el libro e inspiró el guion de la película Tutta la vita davanti (Toda la vida por delante) de Paolo Virzì, con Isabella Ragonese, Sabrina Ferilli, Elio Germano, Valerio Mastandrea y Massimo Ghini en 2008.
De formación católica, fue animadora en la Acción Católica como referente regional para el sector de la juventud. Creó un espectáculo teatral realizado en el llano de Loreto al final de la peregrinación nacional de Acción Católica en septiembre de 2004, a la que también asistió el papa Juan Pablo II. Tuvo un blog, Il Mio Sinis, en el que describió la península de Sinis, también con fotografías. En 2007, con uno de sus escritos, ya figuraba entre los cuarenta y dos escritores reunidos por Giulio Angioni en Cartas de logu: scrittori sardi allo specchio. En 2008 publicó en Einaudi Viaggio in Sardegna, una guía literaria por los lugares menos conocidos de la isla. 
En 2009, nuevamente con Einaudi, publicó la novela La acabadora, una historia que entrelaza los temas de la eutanasia y la adopción en la Cerdeña de los años 50. Con Acabadora ganó en la sección de narrativa del premio Dessì en 2009. Esta novela también se publicó en formato de audiolibro, con la voz de la autora por Emons Audiobooks. En 2010 obtuvo el SuperMondello como parte del premio Mondello y el premio Campiello. En 2011 el escalador libre Maurizio Zanolla, alias Manolo, bautizó así —por la novela Acabadora— un sector de escalada en honor a Gutturu Cardaxius, que abrió en Cerdeña con Bruno Fonnesu.
En 2011 publicó Ave Mary. Y la iglesia inventó a la mujer; una reflexión del rol de las mujeres en la religión católica. La banda Punkreas se inspiró en ese libro para el texto Santa Madonna, escrito por Fedez e incluido en el álbum Mr. Brainwash de 2013.
En 2012, nuevamente en Einaudi, publicó L'incontro (El encuentro) y un cuento dentro de la antología Presente. En el mismo año, con Caracò Editore, publicó en la antología Piciocas. Storie di ex bambine dell'Isola che c'è, el cuento L'aragosta. En 2013 publicó para Laterza el folleto contra el feminicidio escrito junto a Loredana Lipperini y titulado L'ho uccisa perché l'amavo: falso! (Yo la maté porque la amaba: ¡falso!). En octubre de 2015, Einaudi publicó la novela Chirú. En la primavera de 2016, nuevamente para Einaudi, publicó el folleto Futuro Interiore sobre los temas de la identidad, poder y democracia. En la temporada televisiva 2016-2017 participó en el programa Quante Stories de Rai 3 con una columna diaria de reseñas literarias y recomendaciones de libros. Desde el 30 de septiembre de 2017 hasta el 4 de noviembre de 2017, presentó Chakra los sábados por la tarde en Rai 3.
En 2018 publicó el libro de memorias literarias L'inferno è una buona memoria (El infierno es un buen recuerdo), inspirado en la novela Las nieblas de Avalon de Marion Zimmer Bradley. Dos meses después, Einaudi imprimió el folleto político Instrucciones para convertirse en fascistas y lo tradujo a cinco idiomas. En febrero de 2019 se lanzó la colección de cuentos ilustrados Noi siamo tempesta, que ese mismo año ganó el premio Morante y la mención especial del jurado del premio Andersen.
En 2019, en colaboración con Chiara Tagliaferri, publicó para Mondadori la colección de relatos biográficos Morgana, storie de ragazze che tua madre non approverebbe, extraídas del podcast homónimo de la plataforma Storie Libere que ambas autoras estuvieron realizando juntas desde 2018. En el mismo año contribuyó a la antología Le nuove Eroidi para Harper Collins, con el cuento Elena. Entre septiembre de 2019 y agosto de 2020 condujo el programa vespertino diario TgZero en Radio Capital, junto a Edoardo Buffoni, y luego, hasta enero de 2019, conducido por Vittorio Zucconi.
El 7 de diciembre de 2020, fue invitada a la apertura, con un discurso introductorio, del estreno del Teatro alla Scala de Milán, celebrado a puerta cerrada debido a la pandemia del Covid y retransmitido por televisión.
Desde enero de 2021, editó L'Antitaliana, la columna histórica de L'Espresso iniciada en la década de 1980 y editada primero por Giorgio Bocca y luego por Roberto Saviano; Michela Murgia fue la primera mujer en firmar esta columna.
El 6 de mayo de 2023, en una entrevista con el Corriere della Sera, declaró que padecía una forma de adenocarcinoma renal en estadio cuatro con metástasis en los pulmones, tejido óseo y también en el cerebro, concluyendo que solo tenía unos meses de vida.
Falleció en Roma el 10 de agosto de 2023, a los cincuenta y un años. Dos días después se celebró un multitudinario funeral en la Basílica de Santa María in Montesanto en la Piazza del Popolo de Roma.

## Teatro
En 2016, para la producción del Teatro de Cerdeña, escribió dos obras que se representaron en el Teatro Massimo de Cagliari. Una es la distopía en tres actos Cento, dirigida por Marco Sanna con Lia Careddu, Felice Montervino, Isella Orchis, Leonardo Tomasi y Francesca Ventriglia. La otra fue el monólogo en idioma sardo e italiano Spadoneri a mari con puesta en escena y dirección de Elio Turno Arthemalle. En noviembre del mismo año en el Centro de Congresos Juan XXIII de Bérgamo, se escenificó la lectura escénica de su texto Caterina da Siena, dirigida por Serena Sinigaglia, escrita con Elena Maffioletti e interpretada por Arianna Scommegna.
En septiembre de 2017, para la producción del teatro de Roma, su texto Festa nazionale se incluyó en el proyecto colectivo Retrato de una nación, en el que participaron junto a Murgia otros dramaturgos italianos como Vitaliano Trevisan y Marco Martinelli, y se puso en escena bajo la dirección de Fabrizio Arcuri y la interpretación de Arianna Scommegna y Fonte Fantasia. Ese mismo año se estrenó en el Teatro Biblioteca Quarticciolo de Roma el espectáculo Acabadora basado en la novela del mismo nombre, con una adaptación de Carlotta Corradi, dirigida y producida por Veronica Cruciani y en el Teatro Donizetti de Bérgamo e interpretada por Monica Piseddu. En el mismo año también debutó como actriz en el Teatro Eliseo de Nuoro, interpretando el papel de Grazia Deledda en el espectáculo Quasi Grazia, escrito por Marcello Fois y producido por el Teatro de Cerdeña dirigido por Veronica Cruciani, junto con Marco Brinzi, Valentino Mannias y Lia Careddu.
Desde 2018 realizó dos montajes teatrales: Instrucciones para convertirse en fascistas, basado en su libro homónimo y acompañado de la música de Frantziscu Medda Arrogalla, y Dove sono le donne, un monólogo sobre la ausencia de representación de género en las instituciones de la política, la cultura y el poder judicial.

## Actividad política y activismo
En 2007 apoyó la candidatura de Mario Adinolfi en las elecciones primarias del Partido Demócrata. En septiembre de 2010, manifestó en una entrevista con el Corriere della Sera que «deseaba la independencia de Cerdeña». Como simpatizante, primero apoyó al movimiento iRS - Indipendentzia Repubrica de Sardigna, y más tarde al partido independentista ProgReS - Progetu Repùblica de Sardigna. Se presentó como candidata a presidenta en las elecciones regionales de Cerdeña de 2014 y ocupó el tercer lugar con alrededor del 10 % de las preferencias, por lo que no obtuvo el escaño en el Consejo Regional.
En las elecciones europeas de 2019 apoyó a La Izquierda, lista que incluye la Izquierda Italiana, Refundación Comunista, La Otra Europa con Tsipras, Convergenza Socialista, Partito del Sud y Transform! Italia. La lista obtuvo el 1,75 % de los votos válidos y ningún escaño.
Criticó duramente las posturas de Giorgia Meloni, argumentando que no basta con ser mujer para ser feminista. En particular, se expresó sobre la solicitud de la primera ministra de ser llamada «el» presidente en lugar de «la».

## Vida personal
Estuvo casada desde 2010 hasta 2014 con Manuel Persico, un informático de Bérgamo.
Luchó contra el cáncer de riñón de 2014 a 2016 y luego nuevamente en 2023.
El 15 de julio de 2023, tras el empeoramiento de sus condiciones de salud, se casó in articulo mortis con el actor y director Lorenzo Terenzi, también como un acto de denuncia de las deficiencias legislativas italianas sobre las parejas de hecho.

## Controversias
En febrero de 2019, fue condenada al pago de la suma de 18 000 euros más intereses y costas judiciales, por incumplimiento de contrato con la editorial Il Maestrale. Tras haber interpuesto un recurso de apelación, el 2 de abril de 2021 el Tribunal presidido por la jueza Maria Teresa Spanu confirmó la sentencia de primera instancia.

## Obras

### Ensayo
- Viaggio in Sardegna. Undici percorsi nell'isola che non si vede. Torino, Einaudi, 2008. ISBN 978-88-06-19244-0
- Ave Mary. E la chiesa inventò la donna. Torino, Einaudi, 2011. ISBN 978-88-06-20134-0. En español: Y la iglesia inventó a la mujer. Salamandra. 978-84-9838-457-4
- La maté porque la amaba (¡falso!), con Loredana Lipperini, Roma-Bari, Laterza, 2013. ISBN 978-88-581-0730-0
- Futuro interiore. Torino, Einaudi, 2016. ISBN 978-88-58-42341-7
- Persone che devi conoscere. Padova, Messaggero di Sant'Antonio, 2018. ISBN 978-88-25-03959-7
- L'inferno è una buona memoria. Visioni da «Le nebbie di Avalon» di Marion Zimmer Bradley. Venezia, Marsilio, 2018. ISBN 978-88-31-72990-1
- Instrucciones para convertirse en fascistas, Torino, Einaudi, 2018. ISBN 978-88-06-24060-8, En español: Seix Barral, 978-84-322-3502-3
- Noi siamo tempesta. Milano, Salani, 2019. ISBN 978-88-93-81774-5
- Morgana. Storie di ragazze che tua madre non approverebbe, con Chiara Tagliaferri, Milano, Mondadori, 2019. ISBN 978-88-04-71711-9
- Morgana. L'uomo ricco sono io, con Chiara Tagliaferri, Milano, Mondadori, 2021. ISBN 978-88-04-74501-3
- Cállate, y otras nueve frases que no queremos escuchar más, Turín, Einaudi, 2021. ISBN 978-88-06-24918-2
- Stai Zitta, e altre nove frasi che non vogliamo sentire più, Torino, Einaudi, 2021. ISBN 978-88-06-24918-2.
- God Save the Queer. Catechismo femminista, Torino, Einaudi, 2022, ISBN 9788806259105.

### Narrativa
- Il mondo deve sapere. Romanzo tragicomico di una telefonista precaria Milano, ISBN, 2006. ISBN 88-7638-044-2. [Reedición, Einaudi, 2017]
- Accabadora, Torino, Einaudi, 2009. ISBN 978-88-06-19780-3. En español: Acabadora. Rinoceronte Ediciones, 978-84-17388-11-9; La acabadora, Salamandra, 978-84-9838-511-3
- L'incontro, Milano, Corriere della Sera, 2011. ISBN 978-88-06-21266-7. [Reedición, Torino, Einaudi, 2012]
- Chirú, Torino, Einaudi, 2015. ISBN 978-88-06-20633-8
- Tre ciotole. Rituali per un anno di crisi, Milano, Mondadori, 2023. ISBN 978-88-04-77489-1

### Contribuciones
- Presente, con Andrea Bajani, Paolo Nori y Giorgio Vasta, Torino, Einaudi, 2011. ISBN 978-88-06-20945-2
- L'aragosta, en Piciocas. Storie di ex bambine dell'Isola che c'è. Bolonia-Nápoles, Caracò, 2012. ISBN 978-88-97567-10-3
- L'eredità, en Sei per la Sardegna, Torino, Einaudi, 2014. ISBN 978-88-06-22157-7
- Elena, en Le nuove Eroidi, Milán, Harper Collins, 2019. ISBN 8869055582
- La sfida di una santità rivoluzionaria, en Maschilità in questione. Sguardi sulla figura di san Giuseppe. Brescia, Queriniana, 2021. ISBN 978-88-399-3435-2

## Televisión
- Le invasioni barbariche (LA7, 2010-2015)
- Quante storie (Rai 3, 2016-2023)
- Chakra (Rai 3, 2017)
- Ghost Hotel (Sky Art, 2022)[39]

## Podcasts
- Morgana, 2 temporadas, 22 episodios. Desde junio de 2018 fue autora con Chiara Tagliaferri del podcast Morgana, producido por la plataforma Storielibere.fm.[40] En cada episodio se cuenta la historia de una mujer o un hombre que va contra la corriente y fuera de la caja.

## Adapciones

### Cine
- 2008 : Tutta la vita davanti, dirigida por Paolo Virzi, adaptación de la novela Il mondo deve sapere.[41]

## Premios y reconocimientos
- 2009 : Premio Dessi
- 2010 : Premio Campiello, por la novela Acabadora
- 2010 : Premio Mondello[41]
- premio Viadana
- premio Alassio
- premio Ciudad de Cuneo